# حركة حقوق الرجال في الهند
تتكون حركة حقوق الرجال في الهند من منظمات مختلفة لـ حقوق الرجال في الهند. يدعم أنصار الحركة تطبيق تشريع محايد جنسيا، وإلغاء القوانين التي يعتبرونها متحيزة ضد الرجال.
تلاحظ الحركة العديد من القضايا مثل التمييز بين الجنسين أو التحيز ضد الرجال في الهند. يزعم نشطاء حقوق الرجال أن قوانين مكافحة المهر في الهند يُساء استخدامها في كثير من الأحيان لمضايقة الأزواج وابتزازهم، بالإضافة إلى ارتفاع معدل الانتحار بين الرجال المتزوجين في الهند، وهو مايقرب من ضعف معدلات الانتحار بين النساء. حيث يزعم الرجال أن قوانين الطلاق وحضانة الأطفال متحيزة ضد الرجال. طبقًا لهم، وقد تكرر العنف المنزلي ضد الرجال في السنوات الأخيرة، وأن العديد من الحالات تفضل عدم الإبلاغ عنها حيث يشعر الرجال بالخجل الشديد للإبلاغ عن سوء المعاملة، أو الخوف من الاتهامات الزائفة ضدهم انتقامًا. يعتبر بعض نشطاء حقوق الرجال أيضًا أن قوانين الإبلاغ عن الاغتصاب والتحرش الجنسي في الهند ليست عادلة للرجال.

## التاريخ

### (2000 - 2005)
بدأت حركة الرجال الهنود في عام 2000 في بومباي -مومباي حاليًا- بواسطة الناشط «رودولف دي سوزا» المعروف شعبيًا باسم «رودي» لمساعدة ضحايا الإساءة النفسية التي ترتكبها الزوجات والاتهامات الكاذبة بالابتزاز المتعلق بالمهر من قبل الزوجات. الحركة بدأت كمنظمة تدعى «سوء استخدام قانون المهر». وقد واجه رودي بنفسه مشكلات في زواجه، وقضية زور المتعلقة بالمهر (أي بي سي 4890أ). وفي عام 2002 انضم العضو البارز «غوكول بادور» من مومباي إلى رودي ومنظمته لمساعدة الأزواج المسجونين ظلما في حالات المهر ومساعدتهم لتجنب الطلاق من خلال الاستشارة الزوجية. وفي يونيو 2000 بدأ «رودي» و«غوكول» -في مومباي- خط مساعدة الأزواج والعائلات اللاتي يتعرضون للابتزاز بسبب قوانين مكافحة المهر التي تم تغييرها لاحقًا باسم «انقاذ العائلة الهندية» وذلك في مارس 2005 وكانت من خلال توحيد عددا من منظمات حقوق الأسرة في جميع أنحاء الهند. وفي نوفمبر 2007 احتفلت منظمة «إنقاذ العائلة الهندية» (SIF) بـاليوم العالمي للرجال لأول مرة في الهند.

### (2006-2010)
في ستمبر 2008 أرسلت مؤسسة «انقاذ العائلة» شكوى ضد «كابتلي بليوود» التجارية لمعايير الإعلان في الهند. وقد أظهر الإعلان زوجة تصفع زوجها في يوم زفافها بسبب صرير السرير. ادعت الشكوى أن الإعلان روج للعنف ضد الرجال من خلال تصويره على أنه مضحك. وفي نفس الشهر اشتكت منظمة «الهند كودومبا باتوكا بواياكام» -ومقرها شناي- ضد إعلان بوند الذي صورت فيه الرجال على أنهم مضارب الزوجات، وصورت إحدى إعلانات بنك اي سي اي سي اي للتأمين التحويطي التجارية، الإساءة اللفظية والاقتصادية ضد الرجال.
في عام 2009 تشكلت حقوق الطفل ورعاية الأسرة للمطالبة بقوانين أكثر عدالة للرجال، وتضمن أفضل رعاية للطفل وقوانين الرؤية. وفي إبريل 2010 عندما اتهم لاعب الكريكت الباكستاني "شُعيب مالك" بخداع امرأة من حيدر آباد (عائشة صديقي) وذلك قبيل زواجه من لاعبة التنس «سانيا ميرزا»، أصدرت «اس أي اف اف» بيانًا مؤيدًا لمالك وطالبت بإعادة جواز سفره، وأضافت مخاوفها بشأن إساءة استخدام المادة «489أ» من قانون العقوبات.
في عام 2009 وافقت رئيسة وزارة المرأة وتنمية الطفل «رينوكا تشودري»، على مقابلة نشطاء حقوق الرجال للاستماع إلى مزاعمهم بشأن التشريعات المتحيزة. وفي 25يونيو 2009 تم دعوة النشطاء لمناقشة التغييرات المحتملة لهذه القوانين. ومع ذلك غيرت الوزارة جدول أعمال الاجتماع في 24يونيو، وأعلن مسؤولو الوزارة أنهم غير مستعدين لقبول أية عيوب في القوانين الحالية.  وقد أغضب هذا النشطاء وأسفر عنه عددا كبيرا من الشكاوي للحكومة الهندية. وبعد أسبوع، أشار المسؤلون الحكوميون إلى أنهم سيراجعون القوانين الحالية بالفعل.

### (2010 - 2013)
في أواخر عام 2012، انتقد نشطاء حقوق الرجال برنامج تلفزيوني للممثل «عامر خان»، (ساتياميف جايات). ففي ديسمبر 2012، تعهد حوالي 15000 رجل بمقاطعة فيلم «خان طلاش». طبقًا «لأنيل كومار»، المؤسس المشارك لـ «اس أي اف اف»، فقد صور «خان» الرجال سلبًا في العرض ولم يتوقع سوى جانب واحد من قضية العنف المنزلي.
في سبتمبر 2012، اقترحت وزارة المرأة وتنمية الطفل «كريشنا تيراث» مشروع قانون من شأنه أن يجعل من الضروري للأزواج دفع راتب لزوجاتهم. هذه الخطوة تعرضت لانتقادات من قبل جماعات حقوق الرجال وسعت إلى تدخل رئيس الوزراء «مانموهان سينغ» في هذا الشأن.
تبين أن «فانيساي بهاردواج»، مرشح حزب «لوك ساتا» في استطلاعات الجمعية في ولاية «كارناتاكا»، كان عضوًا في مركز حقوق الرجال، ضد المادة «498 أ» من «أي بي سي» والتحفظات في الوظائف أو التعليم، بعد أن شغل وظيفة على الفيسبوك في أبريل 2013. وقد واجه حملة احتجاج ضده في عالم التدوين، والذي وصفه بـ «لوك ساتا بارتي»  بأنه «معادي للمرأة» و«ضد SC / ST». ووصف «جايبراكاش نارايان»، مؤسس حزب «لوك ساتا»، موقف بهاردواج بشأن المرأة بأنه «غير مقبول». في وقت لاحق، طُلب من بهاردواج سحب ترشيحه.
في 25 أغسطس 2013، أثارت «هريدايا»، -وهي منظمة غير حكومية مقرها كولكاتا- مخاوفا بشأن قوانين الزواج المقترحة (مشروع قانون التعديل)، 2010  والتي تمت الموافقة عليها من قبل مجلس الوزراء وتم إجازتها من قبل مجموعة الوزراء (جي أو ام) برئاسة وزير الدفاع «إيه كيه أنتوني». وفقًا «لأمارتيا تالوكدار»، فإن مشروع القانون، والذي يقدم مفهوم الطلاق بدون خطأ والممتلكات الزوجية ليست عادلة للرجال، وسوف يعرض مؤسسة الزواج للخطر.
في 21 ديسمبر 2013، نظم أعضاء الائتلاف الوطني للرجال مظاهرة أمام مكاتب لجنة البنغال الغربية لحقوق الإنسان في «كلكاتا»، قائلين إن قاضي المحكمة العليا السابق أسوك كومار جانجولي، ثم رئيس مجلس الاعلان العالمي لحقوق الإنسان، كان بريئًا حتى تثبت إدانته. كان «جانجولي» قد اتُهم بالتحرش الجنسي من قبل متدرب في القانون. وقد قال «أميت غوبتا»، الأمين العام للائتلاف الوطني للرجال، إنه حتى إذا كان النظام القانوني في الهند وميثاق الأمم المتحدة لحقوق الإنسان ينص على أن المتهم يجب أن يعامل على أنه بريء حتى تثبت إدانته، فإن جانجولي كان محتجزًا كمذنب ويخضع لمحاكمة إعلامية.

### (2014)
في 16 فبراير 2014، نظم أعضاء «هريدايا» احتجاجًا آخر على مشروع قانون تعديل قوانين الزواج (الهند) والذي لن يُحدث أي طلاق بدون خطأ في قانون الزواج الهندوسي من خلال ارتداء ملابس الساري. وقد أعرب «أمارتيا تالوكدار» عن قلقه وقال إنه إذا كانت الحكومة تنوي حقًا تمكين المرأة، فيجب أن يكون القانون ساريًا على جميع المجتمعات من خلال وضع قانون مدني موحد بدلًا من أن ينطبق فقط على الهندوس.
في مارس 2014، انتقد نشطاء حقوق الرجال الموسم الثاني من برنامج عامر خان التلفزيوني (ساتياميف جايات). قال «م إع ه» أن عامر خان نقل بيانات العنف الأسري من المسح الوطني لصحة الأسرة، الذي شمل النساء فقط من سن 15 إلى 49 عامًا. قالوا إن العرض أعطى تصورًا أن الرجال لا يعانون من العنف المنزلي.
في مايو 2014، أطلقت مؤسسة انقاذ العائلة الهندية (SIFF) تطبيقًا للهاتف المحمول يدعى (إع ه1) للوصول إلى الرجال الذين يعانون من ضائقة. في نفس الشهر، تم توفير خط مساعدة للهاتف في الهند كاملةً.

### الانتخابات العامة الهندية (2014)
خلال فترة الحملة الانتخابية السابقة للانتخابات العامة الهندية 2014، وتحديدا في 11 يناير 2014، قدم التحالف الوطني للرجال في «كلكاتا» مطالبهم بتشكيل وزارة للرجال ولجنة لحقوق الرجال لجميع الأحزاب السياسية في الهند. كما أصدروا بيانهم الخاص المسمى «الرجال-افستو» والذي تناول قضايا الرجال والحاجة إلى أحكام من الحكومة لمعالجة تلك القضايا. وكانت المطالب الأخرى التي أثيرت هي القوانين المحايدة جنسيا، وإعادة تأهيل الرجال الذين تمت تبرئتهم، والمحاكمات السريعة للمتهمين الذين رهن الاحتجاز، والحقوق المتساوية في حضانة الأطفال. التقى الائتلاف الوطني للرجال بالأحزاب السياسية في جميع أنحاء الهند لحثهم على إدراج حقوق الرجال في بياناتهم. وقال «إميت غوبتا» إنهم قد يبدأون حزبهم السياسي إذا تم تجاهل مطالبهم.
في 28 مارس 2014، حث أميت غوبتا الناخبين في جميع أنحاء البلاد على ممارسة «لا أحد من المذكورين بالاعلى» (NOTA) في الانتخابات العامة لعام 2014. وفقا إلى ذلك، لم يوجد حزب سياسي كان يلتفت إلى مطالبهم بالقوانين المحايدة بين الجنسين ووزارة رعاية الرجال.
في أوائل أبريل 2014، أرسلت مؤسسة «انقاذ العائلة الهندية» (SIFF) أربعة استفسارات تتعلق بقضايا الرجال إلى مختلف القادة السياسيين. قال أنيل كومار من (SIFF) إنهم سيقررون الحزب الذي سيصوتون في انتخابات عام 2014 بناءً على الردود. وأضاف أن الدراسة الاستقصائية لأعضاء مؤسسة انقاذ العائلة الهندية قد أشارت إلى نقص الدعم لحزب المؤتمر الوطني الهندي، والحزب الشيوعي الهندي. وكانت الأسئلة الأربعة المطروحة هي ما إذا كان الحزب سيقدم مشروع قانون لحماية الرجال من العنف المنزلي، وما إذا كان ينبغي منح الآباء البيولوجيين رعاية جزئية في ترتيب مشترك لتربية الأطفال في حالات الطلاق، وما إذا كان ينبغي اعتبار ممارسة الجنس بالتراضي مع وعد زائف بالزواج اغتصابًا وإذا كان ينبغي اعتبارالرجل مغتصبًا على انفصاله عن صديقته، وما إذا كان الحزب سيقدم دورات دراسية للرجال في جامعات مماثلة لدورات الدراسات الجنسية الأخرى.
في 16 أبريل 2014، طلبت مجموعات حقوق الرجال من المؤيدين التصويت لصالح حزب «ساماجوادي» أو استخدام «لا شيء مما سبق» (NOTA). أعربت «أميت لاخاني»، وهي ناشطة في مؤسسة انقاذ العائلة الهندية ومقرها نيودلهي، عن دعمها لحزب ساماجوادي بالقول إن هذا الحزب السياسي فقط هو الذي أدرج قضايا الرجال في بيانهم.

### 2015 إلى الوقت الحاضر
في أغسطس 2015، ألقى آميت ديشباندي، أحد رواد حركة حقوق الرجال في الهند، خطابًا في حدث تديكس حول الحاجة إلى حقوق الرجال وكيف أن الرجال هم ضحايا الخطاب الاجتماعي العام للكره من الذكور أو الاستهزاء بالذكور أو «سوء المعاملة». وقد حاولت تسليط الضوء على التمييز الذي يواجهه الرجال الهنود، وكيف كانت الأبوية مضطهدة لهم وتساءلت عن القوالب النمطية المرتبطة بالإيذاء الجنسي والعنف المنزلي، وغير ذلك من القضايا التي يُفترض فيها تلقائيًا أن تكون المرأة ضحية والرجل المعتدي. حث الحديث الجميع على تحويل النقاش إلى نقطة يمكن من خلالها رؤية الطرفين بموضوعية وليس بشكل مدرك.
في ديسمبر 2015، أصدرت مؤسسة «فاستاف» ومقرها مومباي تقويمًا يسمى «ماليندار» بمناسبة أيام موجهة للذكور، مثل عيد الأب، ويوم الرجال العالمي. قال أميت ديشباندي، مؤسس مؤسسة فاستاف، إنهم كانوا يحاولون رفع الوعي تجاه هذه الأيام من خلال الصور الإيجابية للرجال.
خلال ماراثون مومباي لعام 2016، شارك حوالي 150 رجلاً من مؤسسة فاستاف أثناء ارتدائهم أجهزة الصراف الآلي. وقد قال أميت ديشباندي مؤسس مؤسسة فاستاف: «يُجبر الرجل على أن يكون جهاز صراف آلي لعائلته، وإذا فشل في حماية زوجته أو توفيرها لها، فإنه يُتهم على الفور بإساءة معاملتها، بالإضافة إلى كتابة أحد اللافتات الأكثر بروزًا خلال الحدث حتى يتعلم الرجال التعبير عن آلامهم، وستصوِّر كل قصة النساء دائمًا كضحايا». ولأول مرة تلقت وسائل الإعلام مشاركة مع رجل يرتدي زي الصراف الآلي، ومن ثم انتشرت التغطية في جميع أنحاء العالم.
في عام 2017، كانت مشاركة مؤسسة فاستاف في ماراثون مومباي بعدد كبير وبدعم أكبر من «الأفعى» التي فضلو الأشارة إليها على أنها «ثعبان من سوء الفهم الذي يستحوذ على الرجال الأبرياء». وكان «الأفعى الأكبر» يسيء استخدام القوانين الجنائية التي تنطوي على التمييز بين الجنسين (مثل قوانين مكافحة المهر، والتحرش الجنسي والاغتصاب)، فقد نص القسم 377 من قوانين التصنيف الدولي للبراءات وقوانين النفقة على جانب واحد، ونصت معظم القضايا الاجتماعية والجنائية من جانب الأولاد والرجال (أي عمل للأطفال، وتعليم الأولاد، وانتحار الذكور، والعنف المنزلي على الرجال، والاغتصاب من الذكور والأعباء الأبوية لكونهم حماة والمعيلين)، وعلى الجانب الآخر، تعمل الآن منظمة جديدة «مؤسسة أفيجان الخيرية» على حقوق الرجال في كلكاتا وموقعها: http://www.avijanformen.com/. كما تصدر مجلة «بوروش كوثا» عن حق الرجال وعن المشاكل التي يواجهها الرجال.
أثناء عرض لافتات عليها نص «المجتمع الأبوي  يستعبد الرجال» والهتافات بالشعارات التي تعني «هل تتزوج؟ هل تذهب إلى السجن؟»، ووصف النشطاء الزواج بالحب، تمت تغطية مشاركتهم على نطاق واسع من قبل وسائل الإعلام المطبوعة والإلكترونية الإقليمية، والوطنية.

## قوانين

### قوانين مكافحة المهر
المقال الرئيسي: «نظام المهر في الهند»

يدعي نشطاء حقوق الرجال أن قوانين مكافحة المهر يتم إساءة استخدامها في كثير من الأحيان لمضايقة وابتزاز الأزواج. بالإضافة إلى ارتفاع معدل الانتحار بين الرجال المتزوجين في الهند بسبب المضايقات. وقد تم تجريم ممارسة إعطاء المهر لأول مرة في عام 1961 بموجب قانون حظر المهر، وفي عام 1961 تم إدخال المادة (498أ) من قانون العقوبات الهندي. وفي عام 1983  نص البند (498أ) من قانون العقوبات الهندي الذي يتناول القسوة على الزوجة على ما يلي:
يعاقب الرجل بالسجن لمدة قد تصل إلى ثلاث سنوات، كذلك إذا كان زوجًا أو قريبًا للمرأة، فإنه يكون عرضة للغرامة.
الغاية من هذا القسم، هي «القسوة»:
(أ) أي سلوك متعمد من نوعه يحتمل أن يدفع المرأة إلى الانتحار أو التسبب في إصابة خطيرة أو تهديد لحياة المرأة أو طرفها أو صحتها (سواء كانت عقلية أو جسدية).
(ب) مضايقة المرأة التي بهدف إكراهها أو أي شخص مرتبط بها لتلبية أي طلب غير قانوني على أي ممتلكات أو ضمانة قيّمة أو بسبب إخفاقها أو أي شخص مرتبط بها في مقابل هذا الطلب.

ينص البند (113ب) من قانون الإثبات الهندي، 1879على أنه إذا انتحرت امرأة متزوجة خلال سبع سنوات من الزواج، فيجب أن تفترض المحكمة أن زوجها وعائلته قد حرضوها على الانتحار، خاصة إذا كان هناك دليل على مطالب مهر مسبقة.
حتى يوليو 2014، سمحت المادة (498 أ) من قانون العقوبات الهندي للشرطة باعتقال الأشخاص المذكورين في الشكوى دون أمر قضائي أو دون أي تحقيق. وكانت الجريمة غير قابلة للتحرير، لذا فإن فرص الحصول على كفالة منخفضة، وعادة ما يفقد الأزواج وظائفهم أثناء الاحتجاز. في 2 يوليو 2014، أوقفت المحكمة العليا في الهند في أمرها للاعتقالات التلقائية بموجب المادة (498 أ)، وأمرت المحكمة الشرطة باستخدام المادة 41 من قانون الإجراءات الجنائية لعام 1973، والتي تحتوي على قائمة مرجعية، لتقرير ما إذا كان القبض ضروريًا، كما ذكرت المحكمة أنه يتعين على قاضي التحقيق في جميع حالات الاعتقال أن يبحث ما إذا كان الاحتجاز الإضافي ضرورياً، كما لا يوجد أيضًا أي حكم بسحب الشكوى في حالة المصالحة. ومع ذلك، تم اقتراح تعديل لتصحيح ذلك.
من بين جميع الاعتقالات التي تمت بموجب قانون العقوبات الهندي، يتم إجراء 6 ٪ بموجب المادة (498 أ). ومن بين جميع الجرائم المبلغ عنها بموجب قانون العقوبات الهندي، يتم رفع 4.5٪ بموجب المادة (498 أ)، وهي أعلى نسبة تمنع السرقة والأذى. وتجد الشرطة أن 9 ٪ منهم كاذبون أو بموجب القانون الخطأ. ومن الحالات التي تذهب إلى المحاكمة، 15 ٪ فقط وتؤدي إلى الإدانة.في يوليو 2014، كانت هناك  3,72706 قضية بموجب المادة (498 أ) قيد النظر في المحاكم الهندية.
وفقًا لمؤسسة انقاذ العائلة الهندية، فإن هذه القوانين لا تتبع القواعد القانونية التقليدية حيث يكون الشخص بريئًا حتى تثبت إدانته. وقد أشار أيضًا إلى أن العديد من الأشخاص الذين يتم اعتقالهم بموجب هذا القانون هم من النساء أنفسهن، أي من أقارب الأزواج. وقد اعترف قاضي المحكمة العليا السابق في دلهي (شيف نارايان دهينغرا) بأن النساء يستخدمن هذا القانون لمضايقة أزواجهن وزوجاتهن. فقد رأى أنه لا ينبغي للوالدين أن يمضيا في الزواج، إذا طلب منهم المهر. وقال سواروب ساركار، الناطق بلسان مؤسسة انقاذ العائلة الهندية، إن الرجال ذوي الدخول المنخفضة نادرا ما يُستهدفون، ومعظم ضحايا سوء الاستخدام هم الأغنياء. وقد ادعى أن هذه القوانين تفترض أن المرأة دائما صادقة، ولا تولي أهمية كبيرة للأدلة. وقد وصف إساءة استخدام هذه القوانين، بالإرهاب القانوني.
ما يقرب من ربع الأشخاص الذين تم اعتقالهم بموجب المادة (498 أ) هم من النساء، معظمهن أمهات وأخوات الزوج المتهم. وفي عام 2012، تم إلقاء القبض على 47951 امرأة بموجب هذا القانون. ووفقا لرام براكاش تشوغ، فإن الغالبية العظمى من النساء في سجن تيهار موجودون هناك بسبب تهم المهر. وقد ادعى أن أمهات العروس في بعض الأحيان يرفعن تهما على المهر على زوجاتهن عندما تفشل العروس في التكيف مع زوجها. تم تشكيل منظمات مثل منتدى حماية الأم في كل الهند (AIMPF) وأمهات وأخوات الأزواج ضد إساءة استخدام القانون (MASHAAL) لتمثيل هؤلاء النساء. وفقًا لصونيل غوبتا، الناطق بلسان سجن تيهار، هناك 280 زوجًا في السجن متهمين بالتحرش بالمهر ومعظمهم من النساء. تُحتجز النساء في قسم منفصل من السجن، يُطلق عليه «ثكنة ساس-ناناد» (الحماة وأخت الزوجة).
كما طالبت بعض مجموعات الهنود غير المقيمين بإجراء تعديلات على قانون مكافحة المهر. أنينديا تشاترجي، وهي موظفة في تكنولوجيا المعلومات ومقرها كاليفورنيا وتدير مجموعة دعم عبر الإنترنت، كانت متهمة بموجب القانون. وقد قال إنه في بعض الأحيان أثناء زيارته للهند، يتم اتهام الرجال بموجب القانون والقبض عليهم من قبل الشرطة دون التحقق مما إذا كانت القضية حقيقية ومصادرة جوازات سفرهم. وغالبًا ما تستغرق الحالات عامًا للتصفية، ونتيجة لذلك فقد الرجال وظائفهم في الخارج بسبب كثرة الرحلات لحضور المحكمة أو عدم تمكنهم من مغادرة الهند. أصدرت كندا والولايات المتحدةتحذيرالسفر من إساءة استخدام قانون مكافحة المهر في الهند في الماضي.
وقد استجابت جيوتنا شاترجي، عضوة في برنامج المرأة المشتركة الذي شارك في صياغة قانون العنف الأسري لعام 2005، لهذه الانتقادات لقانون مكافحة المهر، قائلة إنه مقارنة بالرجال الذين واجهوا إساءة استخدام قانون مكافحة المهر، عانت الكثير من النساء من مطالب المهر. قالت إنه لم يحدث أي تغيير في الطريقة التي ينظر بها المجتمع إلى النساء ولا يزالن يعاملن كمواطنات من الدرجة الثانية. رفضت أنديرا جيسينج أيضًا الرأي القائل بأن قوانين مكافحة المهر والعنف المنزلي يتم إساءة استخدامها. وقد ادعت أيضًا أن البراءة العالية بموجب قضايا المهر تحدث لأن المحاكمات تتم بشكل غير صحيح ويتم تشجيع الناس على الاستقرار خارج المحكمة. قال أندراني سينها من سانلاب أنه لا يمكن إساءة استخدام المهر بسهولة. وقالت إنه إذا كان الزوج وعائلته بريئين؛ فعليهم الذهاب إلى الشرطة قبل الزوجة وتقديم شكوى.

### الأحكام البارزة وتقارير الفريق القانوني
في نوفمبر 2003، أوصت لجنة الإصلاحات في نظام العدالة الجنائية (CRCJS)، برئاسة ف.س.ماليماث، بجعل القسم 498أ متاحًا وقابل للتركيب.
في يوليو / تموز 2005، أقرت المحكمة العلياالهندية أن الشكاوى بموجب المادة 498 أ من قانون العقوبات الهندي في كثير من الحالات ليست حسنة النية ولديها دوافع منحرفة. وأضافت المحكمة أن البراءة في مثل هذه الحالات لا تمحو المعاناة التي يتحملها المدعى عليه، والتي تتفاقم بسبب التغطية الإعلامية الضارة. كما أمرت المحكمة المجلس التشريعي بإيجاد طرق للتحقق من مثل هذه الحالات الخاطئة.
في أغسطس 2010، أمرت المحكمة العليا الهندية الحكومة بتعديل المادة 498 أ من قانون العقوبات الهندي بالنظر إلى ارتفاع عدد الشكاوى الكاذبة أو مبالغ فيها ضد الأزواج وأقاربهم من قبل النساء. وأضافت أن مثل هذه الشكاوى تؤدي إلى بقاء الزوج وأقاربه في الحجز حتى المحاكمة أو الإفراج بكفالة، مما يقتل جميع فرص التسوية الودية.
في يناير 2012، أوصت لجنة القانون في الهند بجعل المادة 498 أ جريمة معقدة. ولكن، ستقرر المحكمة ما إذا كانت القضية الخاصة معقدة أم لا.
في 2 يوليو 2014، ذكرت المحكمة العليا أن بعض النساء يستخدمن هذا القانون لمضايقة زوجاتهن وزوجاتهن منعت المحكمة الشرطة من الاعتقالات على أساس الشكوى. طلبت المحكمة من الشرطة اتباع المادة 41 من قانون الإجراءات الجنائية لعام 1973، والتي توفر قائمة مرجعية من 9 نقاط يجب استخدامها لتحديد الحاجة إلى الاعتقال. كما ذكرت المحكمة أنه يتعين على قاضي التحقيق أن يقرر ما إذا كان هناك حاجة إلى إبقاء المتهم المقبوض عليه رهن الاحتجاز. كان القرار ردًا على عريضة الإجازة الخاصة (SPL) التي قدمها أحد أرنيش كومار للطعن في اعتقاله وعائلته بموجب هذا القانون. تم الترحيب بالقرار من قبل الناشطين في مجال حقوق الرجال ولكن تم انتقادهم من قبل نشطاء حقوق المرأة. ومع ذلك، نظرًا لقلة الاتصال بمراكز الشرطة، لم يتم اتباع إرشادات المحكمة العليا في الهند.
انتقدت رانجانا كوماري من مركز البحوث الاجتماعية حكم المحكمة العليا الذي ينص على إساءة استخدام قوانين مكافحة المهر، وتوقيف الاعتقالات بناءً على منطقة معلومات الطيران. قالت إنه إذا تم إساءة استخدام القوانين، فيجب أن تتحمل مسؤولية إنفاذ القانون.

### التعديلات المقترحة
في عام 2014، اقترحت اللجنة الوطنية للمرأة بعض التغييرات على القانون والتي شملت توسيع تعريف مصطلح المهر وزيادة العقوبة في القضايا الكاذبة. ولكن تم رفض الاقتراحات من قبل وزارة المرأة وتنمية الطفل. وأبلغت وزيرة شؤون المرأة في لوك سبها"مانيكة غاندي" في ديسمبر، أن "المجلس القومي للمرأة قد أوصى ببعض التعديلات في قانون حظر المهر. ومع ذلك، اتخذت الوزارة وجهة نظر مدروسة في هذا الشأن وقررت إسقاط التعديل الذي اقترحته المجلس القومي للمرأة في النموذج الحالي بعد الأخذ في الاعتبار تعليقات اللجنة الرفيعة المستوى المعنية بوضع المرأة ووزارة الشؤون الداخلية. "رانجانا كوماري" من مركز البحوث الاجتماعية رحبت بهذا القرار بعدم تخفيف القانون.
في مارس 2015، تم الإبلاغ عن أن حكومة الهند تخطط لتعديل القسم 498أ. وسيصلح فيها دفع كفالة، مما يسمح للطرفين بالتسوية إذا أوصت المحكمة بذلك. سيتم رفع غرامة رفع دعوى كاذبة من 1000 دولار إلى 15000 دولار.
عارض اميت غوبتا، من الائتلاف الوطني للرجال، جعل القانون قابلاً للتركيب. لقد قال إنه سيجعل الابتزاز أسهل. وقد أشار إلى أنه بعد أن جعلته ولاية أندرا براديش معقدة، ارتفع عدد الحالات بنسبة 150 ٪ وانخفض معدل الإدانة بنسبة 400 ٪.
كما عارضت مانيكة غاندي، وزيرة تنمية المرأة والطفل، أي تغييرات في قوانين المهر الحالية. أعربت رانجانا كوماري من مركز البحوث الاجتماعية عن عدم موافقتها على مطالب بتعديل قانون مكافحة المهر، مشيرة إلى أن القتل بسبب المهور لا تزال تحدث في الهند.

### قوانين الطلاق وحضانة الأطفال
يدعي نشطاء حقوق الرجال في الهند أن قوانين الطلاق وحضانة الأطفال متحيزة ضد الرجال. يقولون إن هذا يسمح للزوجات المطلقات بمنع الرجال من رؤية أطفالهم لفترات طويلة من الزمن. قالوا إن النفقة يجب ألا تُمنح إذا كانت الزوجة هي العائل الأساسي للعائلة، ويجب أن يرى القانون رجالًا قادرين على تربية الأطفال.
في الهند ، لا تُمنح حضانة الأب للأب إلا إذا كانت الأم غير مستقرة عقلياً أو تركت المنزل تاركةً وراء الطفل. في الوقت الحالي، تخضع حضانة القضية في حالة الطلاق لقانونين: قانون الأوصياء والأجنحة، 1890 وقانون الأقلية الهندوسية والوصاية، 1956. لكن كلا القانونين لا يشتملان على أي أحكام تتعلق بالوالدية المشتركة أو الحضانة المشتركة.
بموجب قانون الإثبات، 1872، إذا وُلد طفل في إطار زواج أو خلال 280 يومًا من فسخ الزواج، فإن الطفل يعتبر شرعيًا ويحق له الحصول على إعالة الطفل والميراث. وفي الوقت الحاضر، لم تعد اختبارات أبوة الحمض النووي لها الأسبقية على هذا القانون. وقد لا تزال المحاكم تختار تجاهل الأدلة الوراثية وتطلب من أحد الوالدين غير البيولوجي دفع نفقات إعالة الطفل.
طالبت منظمة اسمها مبادرة حقوق الطفل من أجل الأبوة المشتركة (CRISP) بقوانين أفضل للوصول إلى الأطفال، ووصفت قوانين الوصاية الحالية بأنها منحازة جنسانياً. وقد طالبت بتعديل قانون الأوصياء والأجنحة لجعل الوالدية المشتركة إلزامية.
تكهنت سواروب ساركار من مؤسسة إحفظ العائلة الهندية بأن اثنين من كل ثلاثة أزواج هنديين يشاركون بنشاط الأبوة والأمومة. وقد لاحظ كومار جهاجيردار، رئيس CRISP، حدوث نمو في الرجال الذين هم مقدمي الرعاية الأساسيين في الأسرة.

### الاحكام البارزة
في أبريل 2003، منحت المحكمة العليا الهندية طلاقًا على أساس القسوة العقلية. كانت قد ادعت أن زوجها كان يضايقها ويتهمها بالشؤون. على الرغم من أن أربع أو خمس من أصل 10 حالات طلاق في الهند تزعم المعاناة العقلية، قال رام براكاش تشوغ إنه إذا وجه رجل تهمًا مماثلة إلى المحكمة، فمن غير المرجح أن يحصل على حكم إيجابي.
في سبتمبر 2008، ذكرت محكمة دلهي العليا في حكم لها أن المرأة التي تحصل على دخل كافٍ لا يحق لها الحصول على نفقة من زوجها المطلق. وجاء الحكم بعد أن طعن رجل في قرار محكمة الأسرة بمنح زوجته نفقة شهرية قدرها 7500 دولار. وقد أشار الرجل إلى أن زوجته كانت تكسب 80000 يورو لشهر وليس لديها مسؤوليات أخرى.
في سبتمبر 2010، أصدرت محكمة دلهي العليا حكمًا بعدم جواز إجبار الرجل على دفع النفقة إذا كان عاطلا عن العمل. وقد طعن الرجل في أمر صادر عن المحكمة الابتدائية بدفع مبلغ 5000 دولار كنفقة. وأشار الرجل إلى أنه كان مغتربًا يعمل كمدير مبيعات في أنغولا وقد جاء إلى الهند للزواج. تزوج في مايو 2007 لكن الزواج استمر ثلاثة أسابيع فقط. نظرًا لشكوى زوجته، صادرت الشرطة جواز سفره ولم يتمكن من العودة إلى العمل، مما أدى إلى إنهائه. ذكرت المحكمة أن الزوجة كانت مؤهلة على قدم المساواة لزوجها، وكانت تعمل في شركة متعددة الجنسيات، وبالتالي لا يمكنها المطالبة بنفقة.
في سبتمبر 2010، ذكرت محكمة دلهي العليا أنه يجب فحص أصول الرجل أثناء تحديد مبلغ النفقة. كانت المحكمة تبت في قضية طلب فيها الرجل في البداية دفع 15000 دولار إجمالاً كنفقة في الشهر بأقل. وبعد استئناف من زوجته، طُلب منه دفع مبلغ 45000 دولار من قبل محكمة أخرى أخذت في الاعتبار أصوله الصافية. وقد طعن الرجل في هذا القرار بالإشارة إلى أن راتبه الشهري كان 41000 دولار. قامت المحكمة بتخفيض مبلغ النفقة إلى 20.000 يورو لكل فرد وذكرت أن والدين الرجل وشقيقه لهما أيضًا حصة في أصوله.
في أكتوبر / تشرين الأول 2010، أصدرت المحكمة العليا في الهند حكماً ينص على اعتبار العلاقات طويلة الأجل الحية بمثابة زواج. يمكن للزوجة بعد ذلك المطالبة بنفقة بموجب قانون العنف العائلي لعام 2005 الذي يستخدم عبارة «العلاقة في طبيعة الزواج». كانت المحكمة تفصل في قضية يقضي فيها رجل، متزوج بالفعل، من قبل امرأة أخرى.
في يونيو 2012، قالت محكمة دلهي العليا إن المرأة المتعلمة والقادرة على الحفاظ على نفسها ، ولكنها تركت عملها طواعية ليست مؤهلة للحصول على النفقة. صدر الحكم في حالة اعتراض امرأة على قرار صادر عن المحكمة الأدنى بعدم منحها أي نفقة. أشارت المحكمة العليا إلى أن المرأة كانت قادرة على الحصول على 50000 دولار شهريًا لكنها اختارت أن تبقى عاطلة عن العمل ، وحرمت من أي نفقة. ومع ذلك ، أمرت المحكمة الزوج بدفع 10000 دولار لدعم الطفل.
في 12 سبتمبر 2013، منحت محكمة كارناتاكا العليا وصاية متساوية لصبي يبلغ من العمر 12 عامًا لكلا الوالدين. أمرت المحكمة بأن يبقى الصبي مع والدته في الفترة من 1 يوليو إلى 31 ديسمبر من كل عام وأن يبقى مع والده من 1 يناير إلى 30 يونيو ، حتى يبلغ الطفل سن الرشد. حصل الوالدان أيضًا على حقوق الزيارة يومي السبت والأحد، عندما يكون الطفل مع الوالد الآخر. كما سُمح للطفل بالاتصال أو الدردشة المرئية مع الوالد الآخر أثناء احتجازه مع أحد الوالدين. كما أمرت المحكمة كلا الوالدين بتحمل تعليم الطفل وغيرها من النفقات على قدم المساواة.

### القوانين المقترحة

#### قانون (تعديل) قوانين الزواج، 2010
انظر أيضًا: مشروع قانون (تعديل) قوانين الزواج، 2010
في عام 2010، من شأن تعديل مقترح لقانون الزواج الهندوسي أن يسمح للمحاكم بأن تقرر التعويض للزوجة والأطفال من ممتلكات الزوج الموروثة والوراثة. ينص مشروع القانون على «انهيار لا رجعة فيه» للزواج حيث يجب أن يعيش كلا الطرفين منفصلين لمدة ثلاث سنوات قبل تقديم الطلاق. كما سيسمح القانون للزوجة بمعارضة فسخ الزواج إذا كان سيتركها في ضائقة مالية.
احتج الصندوق على تعديل 2010. وفقا لراجيش فاخاريا، رئيس مؤسسة إنقاذ العائلة الهندية، فإن مشروع القانون هذا سيشجع الطلاق ويكون مكلفا للأزواج، حيث سيتعين عليهم الفصل مع أصولهم. ووصف مشروع القانون بأنه خطوة تراجعية، وذكر أنه يعرض للخطر الأمن المالي والاجتماعي للرجل. وقد أشار إلى أنه بينما يتزوج معظم الرجال بعد أن أصبحوا آمنين مالياً، فإن احتمال فقد ثرواتهم وممتلكاتهم قد يثني الرجال عن الزواج ويغذي الخوف من النساء في المجتمع.
قال كومار ف. جاهجيردار، مؤسس ورئيس مبادرة حقوق الطفل من الأبوة والأمومة التي تتخذ من بنجالور مقراً لها، أنه يجب تقرير النفقة على أساس عدد السنوات التي تزوج فيها الزوجان، وجادل بأن القانون لا يسمح بذلك زوج لدحض مطالبات زوجته. وقال أيضاً إنه يستند إلى افتراض معيب بأن أفضل رعاية لرعاية الأطفال هي من قبل والدتهم، وأنها تنتهك المادة 14 من الدستور الهندي، وهي الحق في المساواة. قال سواروب ساركار، مؤسس وعضو مؤسسة إنقاذ الأسرة، إن المقترحات التي قدموها إلى وزير القانون واللجنة البرلمانية قد تم تجاهلها.
جادل ديريك أوبراين، عضو حزب كل الهند ترينامول الكونغرس، بأن هذا القانون يمكّن النساء على حساب الرجال. واقترح جعل هذا القانون محايدًا بين الجنسين باستخدام كلمة «الزوج» بدلاً من «الزوجة» أو «الزوج». قال آرفيند كومار سينغ من حزب ساماجوادي إن القانون ينطوي على احتمال إساءة استخدام مثل قوانين مكافحة المهر ، وأضاف أنه يعامل الرجال على أنهم مسئولون عن الطلاق. أشارت فاندانا تشافان من حزب المؤتمر الوطني إلى أن مشروع القانون كان غير عادل كما هو الحال في الوقت الحاضر، وكثير من النساء يكسبن أكثر من أزواجهن أو أكثر. بالإضافة إلى ذلك، أثار أمارتيا تالوكدار قلقًا من أن مشروع القانون يعدل قوانين الزواج للهندوس فقط، الذين كانوا يشكلون 79 في المائة من سكان الهند في عام 2011. وقد صرح تالوكدار: «إذا كانت الحكومة تريد حقًا تمكين المرأة، فدعها تجعلها مفتوحة للجميع شرائح من المجتمع، دعهم يجلبون قانونًا مدنيًا موحدًا، لماذا هو فقط للهندوس؟»
تم تمرير مشروع القانون بواسطة راجيا سبها «مجلس الشيوخ في الهند» في عام 2013. في 18 ديسمبر / كانون الأول 2014، أخبر وزير القانون د. س. ساداناندا غودا، رداً على سؤال، البرلمان أن الحكومة تلقت شكاوى من مجموعة حقوق الرجال من أن القانون سيخفض معدل الزواج في البلاد.
اعتبارًا من فبراير 2015، لم يتم تمرير مشروع القانون في لوك ساباه.

#### ورقة التشاور حول الوالدية المشتركة
في نوفمبر 2014، بدأت لجنة القانون في الهند دراسة وأصدرت ورقة استشارية على موقعها على شبكة الإنترنت تسعى للحصول على آراء من الجمهور بشأن المبادئ التوجيهية المقترحة للحضانة المشتركة والأبوة والأمومة المشتركة. تتوقع اللجنة استكمال الدراسة بحلول يناير 2015 وتقديم النتائج إلى الحكومة لإدخال تعديلات على القانون بحلول دورة ميزانية البرلمان لعام 2015.
عارضت فلافيا أغنيس، وهي محامية وناشطة في مجال حقوق المرأة، ورقة التشاور المشتركة حول قانون الأبوة والأمومة التي طرحتها لجنة القانون في الهند بادعاء أن منظمات حقوق الرجال تتعرض للسرقة وأنها ستؤدي إلى تآكل حقوق المرأة والطفل.

#### العنف المنزلي
وفقًا لنشطاء حقوق الرجال، ازدادت حالات العنف المنزلي ضد الرجال في السنوات الأخيرة. يقول النشطاء إن العديد من الحالات لا يتم الإبلاغ عنها لأن الرجال يشعرون بالخجل الشديد للإبلاغ عن سوء المعاملة أو الخوف من الاتهامات الكاذبة الموجهة إليهم انتقاما. طالبت مجموعتان، مؤسسة انقاذ العائلة الهندية والمنتدى الهندي للتوعية والنشاط الاجتماعي (INSAAF)، بإدراج قضايا الرجال في المسح الوطني لصحة الأسرة (NFHS) الذي أجرته وزارة الصحة ورعاية الأسرة للسماح صورة أفضل للوضع في الظهور.
ذكر رام براكاش تشوغ أن العديد من حالات العنف المنزلي ضد الرجال لا يتم الإبلاغ عنها بسبب «الأنا الذكورية». قال سواروب ساركار، مؤسس (م إ ع ه)، إنه لا يوجد حكم قانوني للرجال المتزوجين الذين يتعرضون للإيذاء اللفظي أو العقلي. قام المنتدى الهندي للتوعية والنشاط الاجتماعي (INSAAF) وبحث كونفيدار بصياغة مشروع قانون يهدف إلى حماية الرجال والفتيان من العنف المنزلي من زوجاتهم وصديقاتهم وأولياء أمورهم. ويُطلق على المسودة «قانون إنقاذ الرجال من الإرهاب الحميم» (SMITA) وتهدف المجموعات إلى المشاركة في النقاش في البرلمان.
يحدد قانون حماية المرأة من العنف العائلي لعام 2005 العنف المنزلي على أنه إساءة أو تهديد بإساءة المعاملة، سواء بدنية أو جنسية أو لفظية أو عاطفية أو اقتصادية. ويوفر الحماية للزوجات والشريكات اللائي يعشن في المنزل من العنف العائلي الذي يمارسه الأزواج أو الشركاء الذكور أو أقاربهم.  جادل سواروب ساركار من منظمة إنقاذ الأسرة الهندية بأنه يجب جعل قانون العنف المنزلي محايدًا بين الجنسين. كما وصف القانون بأنه إرهاب قانوني.
جادلت أنديرا جايسينغ بأن الرجال لا يحتاجون للتغطية بموجب قانون العنف الأسري لأن لديهم العديد من الحقوق الأخرى للاستئناف، لكن النساء بحاجة إلى حقوق خاصة للدفاع عن حياتهن في مجتمع يسيطر عليه الذكور.
تشير منطقة جبلبور وأماركانتاك وهوشانج آباد في ولاية ماديا براديش إلى عدد كبير من الأشخاص الذين تركوا زيجاتهم ليصبحوا رجالًا أو يوغا مقدسين. ووفقًا لمراكز الإرشاد الأسري في جبلبور، كانت حصة الأزواج المضايقات 70 في المائة بين أصحاب الشكوى وفقًا للبيانات المسجلة بين عامي 2013 و2014. وهناك حوالي 4500 زوج من الأزواج مفقودين من سجلات محكمة الأسرة في المنطقة. مواطن يمنع الشرطة من ملاحقة الرجال الذين تركوا الزواج ويصبحون سادوس.

#### قوانين الإبلاغ عن الاغتصاب
بين عامي 2001 و2012، ارتفع عدد حالات الاغتصاب المبلغ عنها من 16.075 إلى 24.923، ومع ذلك انخفض معدل الإدانة من 40.8 بالمائة إلى 24.2 بالمائة يشير بعض الناشطين في مجال حقوق الرجال إلى معدلات الإدانة المنخفضة ويدعون أن عدم وجود عقوبة على الإبلاغ المزيف عن الاغتصاب شجع الحالات المزيفة. ومع ذلك، مقارنة مع بلدان أخرى مثل السويد والمملكة المتحدة وفرنسا، فالهند لديها معدل إدانة أعلى من ذلك بكثير.

#### انتحار
الحالة الزواجية لضحايا الانتحار في عام 2014
| الحالة الاجتماعية | ذكر   | أنثى  | المتحولون جنسيا |
| أعزب              | 17999 | 9820  | 6               |
| متزوج             | 59744 | 27064 | 0               |
| أرمل              | 1410  | 1304  | 0               |
| مطلق              | 551   | 417   | 0               |
| منفصل             | 599   | 319   | 1               |
| أخرى              | 5159  | 2339  | 6               |
| الوضع غير معروف   | 3367  | 1261  | 3               |
| المجموع           | 89129 | 42521 | 16              |

ادعت مؤسسة إنقاذ العائلة الهندية أن معدل الانتحار لدى الرجال المتزوجين هو ضعف معدل الانتحار لدى النساء، وذلك بسبب «عدم قدرتها على تحمل الإساءة اللفظية والعاطفية والاقتصادية والجسدية» من زوجاتهم. أشارت SIFF إلى بيانات المكتب الوطني لسجلات الجريمة (NCRB) لإظهار أن الانتحار لدى الرجال المتزوجين أعلى بكثير منه في النساء المتزوجات. عزا كومار ف. جاهجيردار، رئيس مبادرة حقوق الطفل من أجل الأبوة والأمومة المشتركة، حالات الانتحار بين الرجال المتزوجين بسبب ضغوط الأسرة. قال ميثون كومار، باحث في مؤسسة إنقاذ العائلة الهندية، إن الشرطة لا تتخذ أي إجراء حتى لو كانت مذكرة الانتحار الصادرة عن رجل تفيد أنه تعرض للتعذيب على أيدي زوجته وحماته، ولكن في حالة انتحار المرأة، تحتجز أسرة زوجها دون التحقيق. ومع ذلك في تقرير عام 2012 نشره باحثون دراسة المليون وفاة، قيل إنه منذ محاولة الانتحار في الهند كانت جريمة حتى عام 2014، حالات الانتحار لا يتم الإبلاغ عنها، ولا سيما حالات الانتحار للشابات المتزوجات. لأنه في حالة انتحار امرأة متزوجة، عادة ما يتحمل الزوج وأسرته المسؤولية إذا حدث الانتحار في غضون سبع سنوات من الزواج. في بعض الأحيان يتم تصنيف حالات الانتحار على أنها حالات وفاة. وفقا لأحدث تقرير من الرجال المتزوجين الهندي مرتين على الأرجح للانتحار. https://www.khaleejtimes.com/international/india/indian-married-men-twice-as-likely-to-commit-suicide-heres-why Courtyy: Khaleejtime

#### قوانين التحرش الجنسي
قانون التحرش الجنسي بالنساء في مكان العمل لعام 2013 (المنع والحظر والجبر)، ليس محايدًا بين الجنسين وينطبق على حماية المرأة فقط. أشار راجيش فاكاهريا -وهو عضو في الصندوق- إلى أن مشروع القانون كان محايدًا في الأساس بين الجنسين حتى تدخلت وزارة المرأة وتنمية الطفل وبعض المنظمات غير الحكومية وتغيير الاسم. قال إنه مفهوم عفا عليه الزمن يعتبر أن النساء فقط يعانين من التحرش الجنسي.

### قبيلة خاسي
قبيلة الخاسي في ولاية ميغالايا هي أمهات. يأخذ الأطفال لقب الأم، ولا يتمتع الأبناء بحقوق الملكية، وعادة ما تتبنى عائلة بدون وريث فتاة. بعد الزواج، ينتقل الرجل إلى منزل زوجته. محمية طريقتهم في الحياة بموجب قانون العادات الاجتماعية للنسب من خاسي لعام 1997. في عام 1990، بدأ الرجال في هذه القبيلة حركة لتحرير الرجال تسمى سينجكونج ريمبي ثيمماي (إعادة هيكلة موقد المنزل). وقد بدأت حركة سابقة في أوائل الستينيات بسبب النقص في الدعم. وتدغي الحركة الحالية  أن لديها 2000 عضو. ووفقا لهم، بسبب عدم وجود مسؤولية أو شعور بالهدف؛ فإن الأولاد يتركون المدارس، ويلجأ الرجال إلى المخدرات والكحول ويموتون قبل بلوغ منتصف العمر. تسعى الحركة، من بين أشياء أخرى، إلى جعل الأطفال يأخذون أسماء آبائهم وإنهاء نظام الميراث العقاري الذي يفضل ذرية الإناث.

## منظمات
- إنقاذ مؤسسة الأسرة الهندية
- إنقاذ الأسرة الهندية-ولاية كارناتاكا
- إنقاذ الأسرة الهندية
- اللجنة الوطنية للرجال
- أفيجان، كلكتا
- جبهة الهند بأكملها ضد الاضطهاد على يد زوجات (أخيل بهاراتيا باتني أتيشار فارودهي مورشا)[4][110]
- مؤسسة وطني[110]
- حق الطفل ورفاه الأسرة[12]
- بورش هاكا سانراكسان ساميتي[5]
- جمعية النوع الاجتماعي لحقوق الإنسان[125]
- مؤسسة إنقاذ الأسرة[125]
- أبحاث كونفيردير: منظمة مقرها بنغالور.[126]
- جمعية حقوق الرجال[127]
- كارناتاكا راجيا بوروشارا راكشانا سامثي: منظمة مقرها كارناتاكا تعارض إساءة استخدام قوانين الزواج.[128][128]
- ساحودار ترست: مكتب محاماة مقره دلهي يقدم المشورة القانونية للرجال في قضايا الطلاق وقانون الأسرة.[129]
- مؤسسة فاستاف: منظمة مقرها مومباي تقدم المساعدات للأزواج المتورطين زورا.[130]
- لجنة بوروشا: منظمة مقرها في أوديشا تطالب بلجنة حكومية للرجال.[50][131]
- هاريدايا عش الأسرة الوئام: منظمة مقرها كولكاتا.[132]
- الشرق الأوسط - حقوق الرجل والعدالة - مجموعة مقرها الإمارات العربية المتحدة لضحايا الهنود غير المقيمين في منطقة دول مجلس التعاون الخليجي.[133][134]